# Stefan Göler
Stefan Göler (* 1959 in Stuttgart) ist ein deutscher Zeichner und Objektkünstler.

## Leben
Stefan Göler studierte von 1983 bis 1989 an der Akademie der Bildenden Künste München bei Horst Sauerbruch.
Von 2002 bis 2018 leitete er gemeinsam mit Georg Fiederer die von ihnen gegründete Akademie für Gestaltung Regensburg. 2019–2020 war er Lehrbeauftragter an der Eberhard-Karls-Universität in Tübingen. Neben der bildenden Kunst ist er Interpret improvisierter und spontan komponierter Musik.  Als freischaffender Künstler lebt und arbeitet er in Regensburg.

## Preise (Auswahl)
- 1992 Debütantenförderung des Bayerischen Staatsministeriums
- 2008 Kunstpreis der Kulturstiftung REWAG, Regensburg[2]

## Ausstellungen (Auswahl)
- 2006 „Dolomitensymphonie“, Galerie Dagmar Behringer, München[3]
- 2007 „Zeichensprache“, Kunst- und Gewerbeverein Regensburg[4]
- 2011 „Zeichnungen/Objekte“, Stadtmuseum Amberg[5]
- 2014 „Unsichtbare Sehenswürdigkeiten“, Galerie Carola Insinger / Distelhausen[6]
- 2021 „Position R10 – Stefan Göler. Gedankenraum“, Leerer Beutel, Regensburg[7]

## Öffentliche Sammlungen (Auswahl)
- BMW AG/ FIZ München; Caritas-Krankenhaus St. Josef, Regensburg; Sammlung Pinakothek München; Universität Regensburg